# Єрназар (Бескарагайський район)
Єрназа́р (каз. Ерназар) — село у складі Бескарагайського району Абайської області Казахстану. Адміністративний центр Єрназарівського сільського округу.
Населення — 1001 особа (2021; 1248 у 2009, 1337 у 1999, 1630 у 1989).
Національний склад станом на 1989 рік:
- казахи — 46 %
- росіяни — 36 %

До 2011 року село називалось Сосновка.

## Історія
Село засноване 1764 року як козацький форпост Коливано-Кузнецької лінії у складі Сибірської лінії оборони Російської імперії на Алтаї, як козацька станиця Сосновська.
До революції 1917 року входила до складу Семипалатинського повіту Семипалатинської губернії. Село стало одним з центрів повстанського руху на Гірському Алтаї. Зокрема саме з цього села родом два повстанських командира Народної Повстанської Армії — Михайло і Микола Козирі (Козирєви).
Відомий документ 1919 року стосовно допомоги жителям козацьких станиць Бійського повіту: Маральєвської, Чариської, Слюдянської і Сосновської по збиранню хліба, через те, що в цих станицях все чоловіче населення від 17 до 50 років в серпні 1919 було вирізане розбійними бандами червоних. Після встановлення радянської влади жителі регіону були піддані репресіям.

### Народна Повстанська Армія
В останній декаді червня 1920 року селяни Олексіївської волості Зміїногорського повіту, Павловської і Сосновської волостей Семипалатинського повіту таємно сформували 1-й Селянський повстанський полк. Його організаторами були медичний фельдшер села Сосновка Ауздінов і дехто Янарцинський. 29 червня повстанці раптово оточили прибулий до Олексіївки загін Семипалатинського повітового комітету по боротьбі з дезертирством у складі 135 штиків і напали на нього.

## Персоналії
- Козир Михайло Володимирович — командир Народної Повстанської Армії Алтаю у 1920х роках;
- Козир Микола Володимирович — брат Михайла Козиря;
- Кайдаров Рустем Єсимханович (*18.05.1940) — генерал-майор юстиції республіки Казахстан;